# Milan Hlavačka
Milan Hlavačka (* 7. května 1955 Beroun) je český historik specializující se zejména na politické, sociální a hospodářské dějiny habsburské monarchie a českých zemí a také na dějiny dopravy.

## Životopis
Po absolvování gymnázia v Hořovicích vystudoval v letech 1974–1979 obor historie-germanistika na Filozofické fakultě Univerzity Karlovy. V roce 1982 získal tamtéž titul PhDr. a roku 1985 obhájil disertační práci na Ústavu československých a světových dějin Československé akademie věd a obdržel titul CSc. V ČSAV pracoval do roku 1991, kdy přešel na katedru československých dějin FF UK, na níž se roku 1995 habilitoval v oboru české dějiny. Roku 2006 byl prezidentem jmenován profesorem českých dějin. Od roku 2007 pak působil na FF UK jako ředitel Ústavu českých dějin. Od roku 1999 taktéž zároveň pracuje v Historickém ústavu Akademie věd České republiky, kde stojí v čele oddělení dějin 19. století.

### Ocenění
- 2019 – Cena Miroslava Ivanova za knihu S Bohem za císaře a vlasť! Čeští důstojníci ve válkách let 1848–1849[2]
- 2025 – medaile Františka Palackého za zásluhy v historických vědách (čestná oborová medaile Akademie věd ČR)[2]

## Publikace
- Podivná aliance. Praha: Mladá fronta, 1987, 214 s.
- Dějiny dopravy v českých zemích v období průmyslové revoluce. Praha : Academia 1990, 180 s.
- Jubilejní výstava 1891. Praha : Techkom 1991, 152 s.
- Cestování v éře dostavníků. Všední den na středoevropských cestách. Praha : Argo 1996, 137 s.
- Karel Albrecht. Příběh druhého zimního krále. Praha : Akropolis 1997, 155 s.
- Trojspolek : německá, rakousko-uherská a italská zahraniční politika před první světovou válkou. Praha : Libri 1999 (přepracované vydání Podivné aliance za 3% spoluautorství M. Pečenky), 280 s.
- Zlatý věk české samosprávy 1862 – 1914. Praha : Libri 2005